# Рябчик (растение)

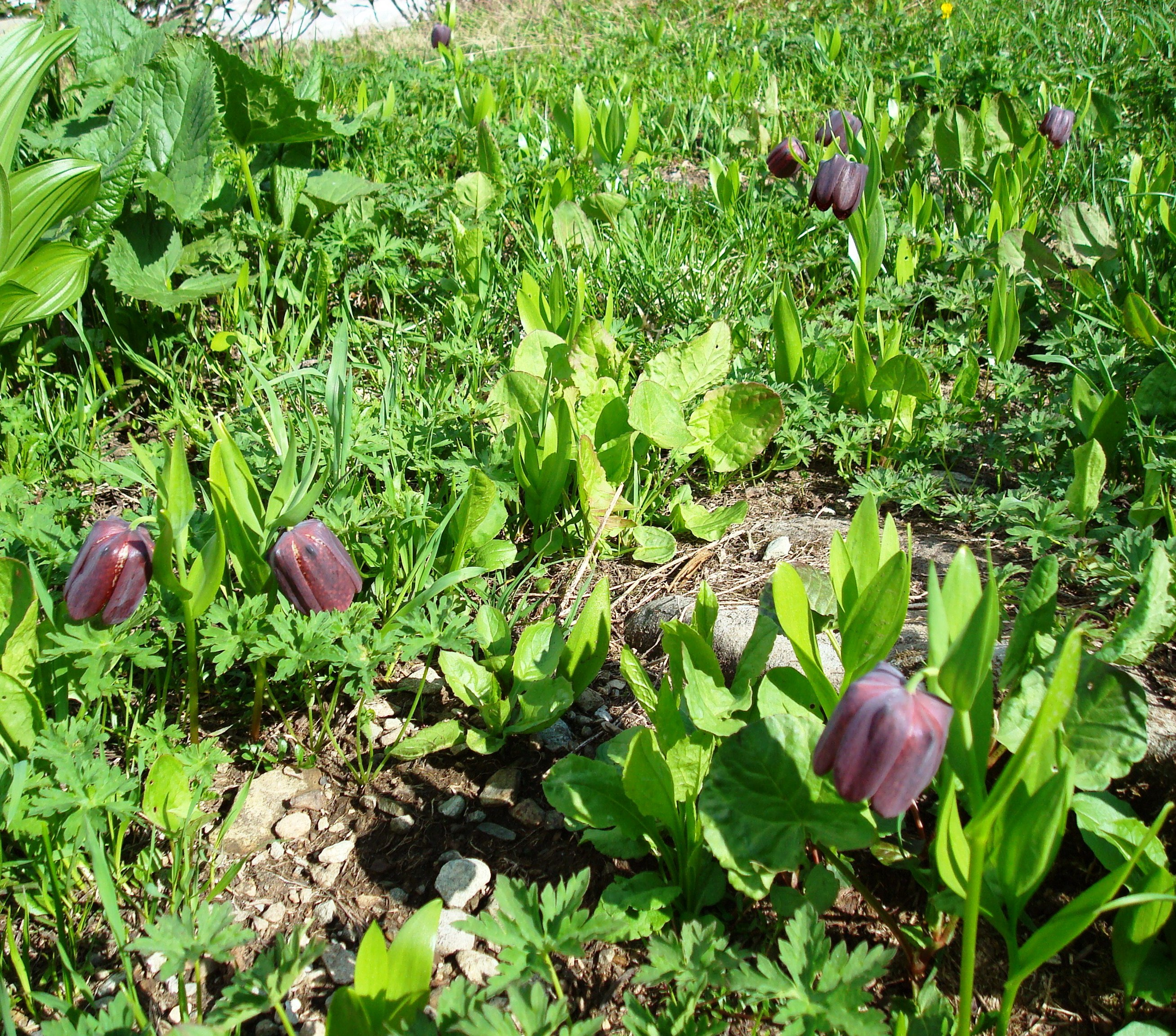
Рябчик широколистный в субальпийской зоне. Кавказский заповедник. Окрестности Сочи.

Ря́бчик (лат. Fritillária) — род многолетних травянистых растений семейства Лилейные.
Известно сто пятьдесят видов рябчика, дикорастущих в умеренном климате Северного полушария. Часть видов встречается в лесах Восточной Азии, многие — в Западной Азии.

## Название
Научное латинское родовое имя Fritillaria происходит от лат. fritillus — стакан для выбрасывания игральных костей, по форме венчика.
Русское название основано на пестроте (ряби) рисунка цветка самого распространённого в России вида — рябчика русского.

## Ботаническое описание

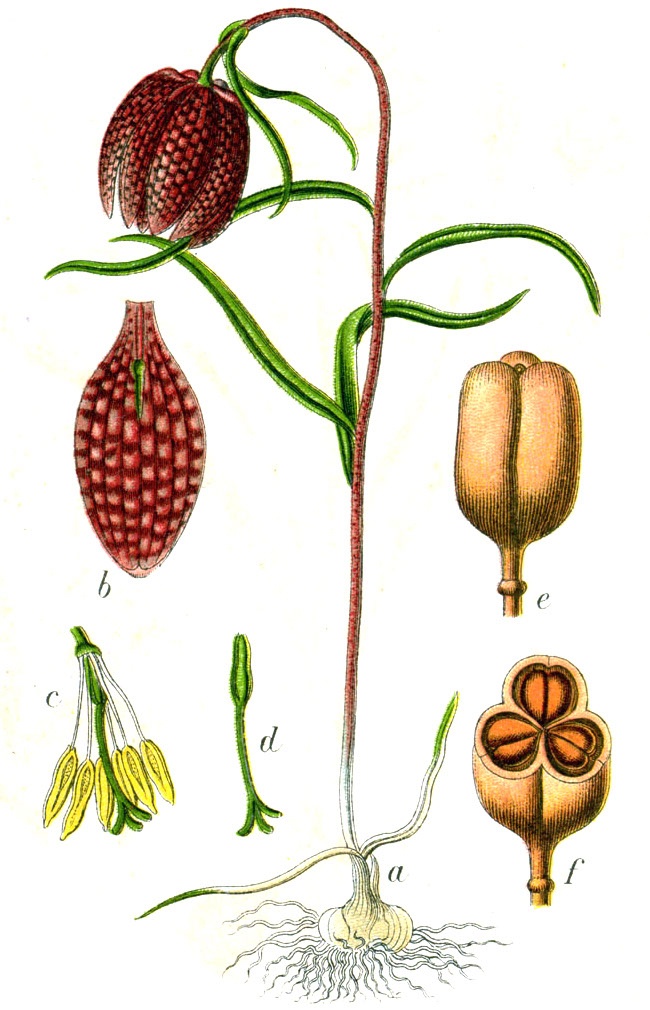
Рябчик шахматный.

Рябчики — многолетние растения, перезимовывающие и отчасти размножающиеся при посредстве подземных луковиц. Луковица состоит из нескольких (двух—четырёх—шести и большего числа) мясистых широких чешуек, у некоторых видов несросшихся (полутуникатные луковицы), у иных — сросшихся целиком или наполовину (туникатные); некоторые из чешуек несут в своей пазухе почки, развивающиеся в новые луковицы. Рябчики — типичные эфемероиды. Луковицы их ежегодно возобновляются, составлены низовыми чешуями, покровных чешуй обычно не имеют. У некоторых представителей рода луковицы черепитчатые, рыхлые, с многочисленными мелкими чешуями; у рябчика камчатского и других лесных восточноазиатских видов чешуи сильно вздутые и похожи на зёрна риса. Они легко отделяются от донца и укореняются. Этим они похожи на луковички-детки. В действительности это разбухшие основания низовых чешуй, у которых верхняя часть осталась тонкой и отсохла, о чём свидетельствует рубец. Замещающая луковица у этих видов выносится наружу на толстом столоне. Втягивающих корней у них нет, и луковицы залегают у поверхности почвы. У растений аридных местообитаний (например, у рябчика Северцова (Fritillaria sewerzowii Regel)) луковица покрыта высохшими чешуями прошлых лет. Многочисленные втягивающие корни этих видов способны втянуть луковицу на глубину до 25 см и таким образом защитить почку возобновления от высыхания. Замещающая луковица образуется внутри материнской.
Из луковицы вырастает наземный стебель с более или менее многочисленными, продолговато-ланцетными или узколинейными листьями, расположенными по стеблю рассеянно или мутовчато. Прицветные листья прямостоячие (как у рябчика императорского (Fritillaria imperialis Wikst.)), иногда спирально закрученные (например, у рябчика русского (Fritillaria ruthenica L.)).
Крупные повислые цветки появляются по одному или по нескольку (зонтиком, метёлкой) на верху стебля. Околоцветник простой, яркого цвета (жёлтого, красного, белого, фиолетового), зачастую пятнистый, шестилепестный, колокольчатый или кубаревидный, отваливающийся; удлинённые или почти круглые, все почти одинаковые листки околоцветника или сходятся своими верхушками, или торчат в стороны; при основании каждого листка находится медовая ямка (нектарник) в виде треугольного, овального или круглого углубления, часто выпячивающегося наружу, почему доля бывает согнута под прямым углом, а цветок — кубаревидный или цилиндрический. Тычинок шесть, пыльники прикреплены к нитям основанием. Пестик с нитевидным, цельным или трёхраздельным (рыльцами) столбиком и с трёхгнёздной многосемянной завязью.
Плод — шестигранная коробочка, трёхгнёздная, крылатая или бескрылая, с многочисленными плоскими семенами.

## Распространение и экология

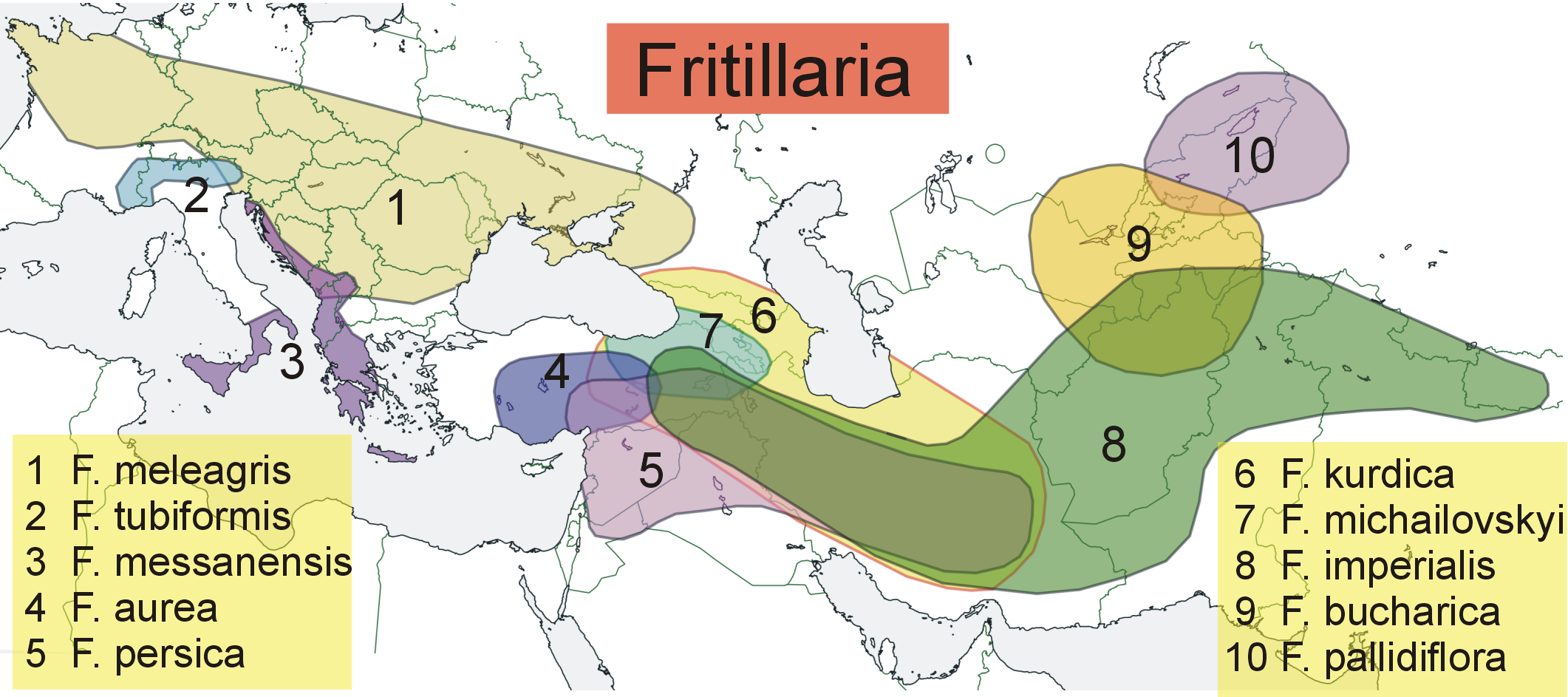
Карта Распределение десяти видов рябчик в Европе и Западной и Центральной Азии.

Рябчики растут в умеренных областях обоих полушарий. В России и сопредельных странах 26 видов, чаще на Кавказе и в Средней Азии, а также в европейской части России (лесостепь и степь), Западной Сибири и на Дальнем Востоке.
Встречаются на лугах, в степях, среди кустарников, по склонам гор в субальпийском и альпийском поясах.
В европейской России дико растут три вида рябчика (Рябчик русский (Fritillaria ruthenica Wikstr.), Рябчик восточный, или тоненький (Fritillaria orientalis Adams) и типовой вид рода Рябчик шахматный (Fritillaria meleagris L.)): из них наиболее обыкновенен Рябчик шахматный — небольшое растение до полуметра высотой; стебель покрыт листьями, из которых нижние и верхние сближены по два—три, а находящиеся между ними срединные листья (три—пять) рассеяны по всему стеблю; нижние листья узколинейные, а верхние почти нитевидные, с весьма тонкими, спирально окружёнными, цепкими верхушками; верхние три—четыре нитевидных листа выдаются над одним—двумя цветками. Цветок тёмно-красный, с неясным рисунком шахматной доски, поникающий. Луковица небольшая, из двух мясистых сросшихся чешуек, в пазухах которых находится по одной луковичке.
В садах часто разводят как ранние весенние растения Рябчик императорский (Fritillaria imperialis L.) и Рябчик шахматный. Первый вид родом из Центральной Азии. Это — высокое растение (до ¾ метра), с многочисленными продолговато-ланцетными и линейно-ланцетными листьями и с яркими желтовато-красными цветками, собранными зонтиком под пучком верхушечных листьев; в культуре известно несколько даже махровых и желтолистных разновидностей этого вида: prolifera, variegata, rubra flore pleno, inodora и др. Второй вид встречается в южной части Средней России. Это — небольшое растение (до 30 см); листья (в количестве от четырёх до девяти) широкие; цветков один—два, с пурпурным беловато-шахматным околоцветником; в культуре встречаются белые, махровые разновидности этого рода.

## Значение и применение
Рябчики используют как декоративные и лекарственные растения.
Многие виды ядовиты, так как содержат алкалоиды.
Несмотря на горечь, луковицы некоторых видов съедобны. Так, луковицы рябчика камчатского (Fritillaria camschatcensis (L.) Ker Gawl.), встречающегося в северной части азиатского и американского побережий Тихого океана, камчадалы и индейцы Северной Америки употребляли в пищу. Камчадалы, называвшие растения «сараной», выкапывали луковицы мотыгой или забирали их из кладовых полёвки-экономки (Microtus oeconomus). Сушёные чешуи луковиц, нанизанные на верёвки, вывозили с Камчатки, где растения росли в изобилии, в Америку и продавали индейцам, которые называли их «северо-западным рисом».
Клубни содержат много крахмала, употреблялись в пищу вместо хлеба. Таким образом использовали клубни рябчиков шахматовидного, Эдуарда, Радде, растущих в Средней Азии.
Многие виды рябчика применяются в китайской и тибетской медицине.

## Рябчики в культуре
Рябчик требует рыхлой земли и солнечного места; размножается луковичками; растение летом, после того как стебли его пожелтеют, вынимают из земли, очищают и снова сажают на глубину до 30 см и на такое же расстояние друг от друга.

## Таксономия

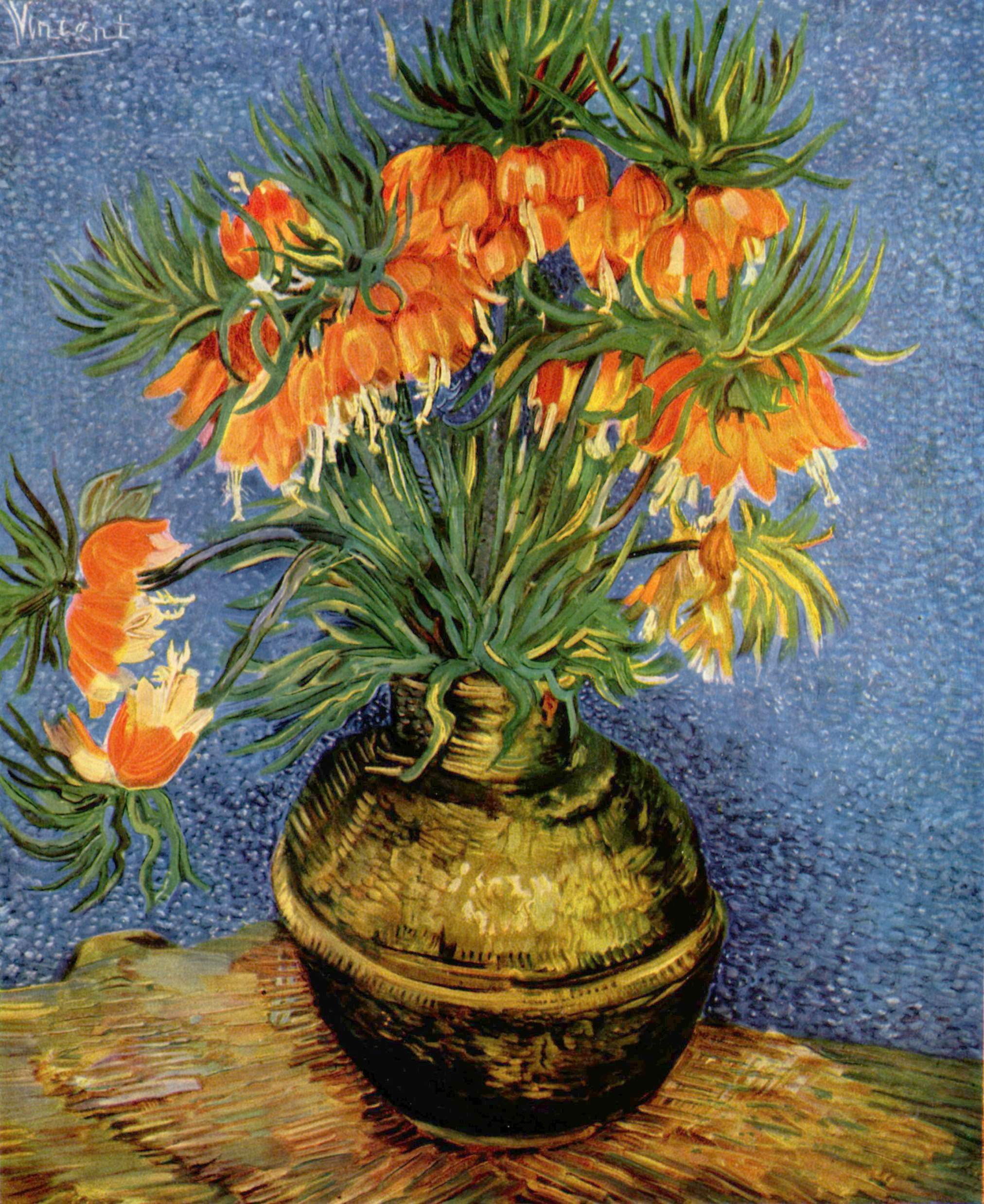
Винсент ван Гог. Рябчики в медной вазе. 1887. Масло, холст. 73,5 × 60,5. Музей Орсе

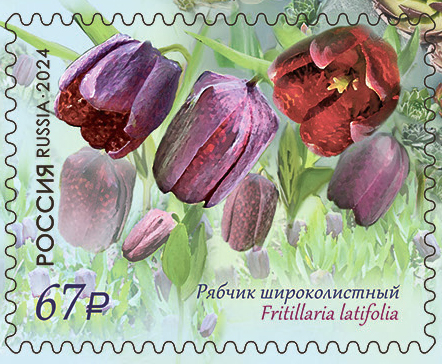
Почтовая марка России 2024 года, на которой изображен рябчик широколистный.

По информации базы данных The Plant List, род включает 141 вид. Некоторые из них:
- Fritillaria camschatcensis (L.) Ker Gawl. — Рябчик камчатский
- Fritillaria caucasica Adam — Рябчик кавказский
- Fritillaria collina Adam — Рябчик холмовой, или Рябчик жёлтый
- Fritillaria dagana Turcz. — Рябчик дагана
- Fritillaria dzhabavae A.P.Khokhr. — Рябчик Джабавы
- Fritillaria eduardii A.Regel ex Regel — Рябчик Эдуарда
- Fritillaria grandiflora Grossh. — Рябчик крупноцветковый
- Fritillaria imperialis L. — Рябчик императорский
- Fritillaria lagodechiana Kharkev. — Рябчик лагодехский
- Fritillaria latifolia Willd. — Рябчик широколистный
- Fritillaria lusitanica Wikstr. — Рябчик лузитанский
- Fritillaria maximowiczii Freyn — Рябчик Максимовича
- Fritillaria meleagris L. — Рябчик шахматный
- Fritillaria meleagroides Patrin ex Schult. & Schult.f. — Рябчик шахматновидный, или Рябчик малый
- Fritillaria michailovskyi Fomin — Рябчик Михайловского
- Fritillaria montana Hoppe ex W.D.J.Koch — Рябчик горный
- Fritillaria olgae Vved. — Рябчик Ольги
- Fritillaria orientalis Adam — Рябчик восточный, или Рябчик тоненький
- Fritillaria ruthenica Wikst. — Рябчик русский
- Fritillaria sewerzowii Regel — Рябчик Северцова
- Fritillaria usuriensis Maxim. — Рябчик уссурийский
- Fritillaria verticillata Willd. — Рябчик мутовчатый
- Fritillaria walujewii Regel — Рябчик Валуева
- Fritillaria yuzhongensis G.D.Yu & Y.S.Zhou